# Adolf Funk (Architekt)
Adolf Funk (* 22. März 1819 in Stadthagen; † 15. Juni 1889 in Hannover; vollständiger Name auch Adolph Christian Wilhelm Funk) war ein deutscher Architekt, Ingenieur und Baubeamter.

## Leben, Ausbildung und Wirken
Adolf Funk war der zweite Sohn des Pastors Wilhelm Christian Funk, besuchte zunächst die Volksschule in Stadthagen und erhielt Hausunterricht durch den Vater. Dann folgte 1833–1834 der Besuch des Gymnasiums in Bückeburg, wo seine naturwissenschaftliche Begabung hervortrat, ehe der erst Sechzehnjährige vom Herbst 1835 an und bis 1838 das Baufach an der Polytechnischen Schule Hannover bei Ernst Ebeling studierte. Prägende Lehrer und Bauleute in seiner Umgebung waren außerdem sein Onkel Oberbaurat Lodemann, Oberhofbaurat Georg Ludwig Friedrich Laves sowie der Leiter der Wegebauverwaltung des Königreichs Hannover Oberst Victor v. Prott. Funk war Kommilitone von Conrad Wilhelm Hase und schloss das Studium „mit den besten Zeugnissen und einem ersten Ehrenpreise“ ab.
Adolf Funk machte sich im Laufe seines Berufslebens als Eisenbahn- und Krankenhausarchitekt, aber vor allem als Ingenieur und Organisator einen Namen, wofür auch zahlreiche eigene Fachveröffentlichungen stehen, die ein weites Tätigkeitsspektrum vom Bahnhofsgebäude über Brücken und „Vorrichtungen zum Läuten der Kirchenglocken“ bis hin zur „Haltkraft der Schienennägel“ abdeckten. Funk war Mitarbeiter der renommierten Reihe „Handbuch der Architektur“ und veröffentlichte darin 1891 den Abschnitt über „Verschiedene Heil- und Pflegeanstalten, Irrenanstalten, Entbindungsanstalten“.
Eine wissenschaftliche Monographie zum ingenieurtechnischen und architektonischen Werk von Adolf Funk steht aus, so dass auch die tatsächlichen Anteile der jeweiligen Bauten und Erfindungen ungewiss, weil unerforscht sind. Die mit Adolf Funk in Verbindung gebrachte Bauten zeigen vielfach den Rundbogenstil. Nachrufe stellten nicht das architektonische Werk heraus, sondern rühmten Funk als einen der „bedeutendsten deutschen Bautechniker“ und betonten seine „zweckmäßige Organisation der Eisenbahnverwaltung“ sowie seine „Begabung für die Organisation eines großen Baubetriebs“.
Zunächst arbeitete Funk beim Straßenbau im Solling, unter Georg Wendelstadt am Entwurf der Kettenbrücke über den Neckar bei Mannheim und war dann mit einigen Altersgenossen dazu ausersehen bei der Bauleitung der neuen Eisenbahnen im Königreich Hannover mitzuwirken. Zur Vorbereitung auf diese Tätigkeit schickte ihn die Regierung studienhalber 1840 zum Bau der Eisenbahnstrecken Magdeburg–Leipzig und Dresden–Prag, bevor er im April 1841 nach Hannover zurückkehrte, wo er als entwerfender Architekt und „Hilfsarbeiter bei der Direktion“ gleich bei der ersten Bahnstrecke Hannover–Braunschweig für die Bahnhöfe Hannover und Lehrte tätig war. 1845 legte er die Staatsprüfung ab, avancierte zum „Bau-Inspektor“ und wirkte bis etwa 1860 „bei fast allen größeren Neubauten sowie bei der Organisation der Verwaltung in hervorragender Weise“. 1849 verfasste Funk eine Anleitung für bauleitende Ingenieure. Daneben war Funk für die baulichen Anlagen und die Organisation des Telegraphenwesens tätig und leitete die Vorarbeiten für die Hafenbauten in Emden, Leer, Papenburg, Harburg und Geestemünde. 1854 wurde Adolf Funk „Baurat“ und Mitglied der Eisenbahn-Direktion Hannover.
1861 übertrug man Adolf Funk den Bau großer „Medizinal-Bauten“ im Königreich, so die Landesirrenanstalt Osnabrück (1864–1867), die Landes-Irrenanstalt Göttingen (1864–1866) sowie 1862–1864 jeweils die Hebammen-Lehranstalten in Hildesheim und Hannover, wobei er durch seinen Architekten-Mitarbeiter Julius Rasch, der ebenfalls vom Eisenbahnbau kam, unterstützt wurde. 1865 erfolgte Funks Beförderung zum „Oberbaurat“.
1867 wechselte Adolf Funk nach Osnabrück und leitete bis 1874 als „Baudirektor“ der Köln-Mindener Eisenbahn-Gesellschaft den 300 km langen Bau der Venlo-Hamburger Bahn (Wesel-Harburg) und wirkte dann weiter dort. 1880 wurde er Baudirektor bei der Eisenbahndirektion Köln (rechtsrheinisch), wo er als „Abteilungs-Dirigent“ bis zum Eintritt in den Ruhestand am 1. Oktober 1886 verblieb. Gleichzeitig übernahm Funk die Redaktion der Fachzeitschrift „Organ für Fortschritte des Eisenbahnwesens“.
Während seiner Berufstätigkeit soll Adolf Funk allein im Bereich des Eisenbahnbaus „insgesamt 1532 Kilometer Eisenbahnvorarbeiten gefertigt und 874 Kilometer im Bau ausgeführt“ haben sowie dabei Ausgaben für Neubauten in Höhe von 118.500.000 Mark und Kosten für Bahnunterhaltungen in Höhe von 25.000.000 Mark verantwortet haben.
Adolf Funk war verheiratet und hatte sechs Kinder. Im Ruhestand kehrte Adolf Funk zurück nach Hannover und starb dort im Juni 1889 an den Folgen eines Herzleidens.

## Auszeichnungen und Mitgliedschaften
An Ordensauszeichnungen waren Adolf Funk der Guelphen-Orden sowie an preußischen Orden der Rote Adlerorden IV. und III. Klasse und der Königliche Kronen-Orden II. Klasse verliehen worden.
Adolf Funk war 1851 Mitbegründer des Architekten- und Ingenieur-Vereins Hannover, wirkte darin auch die ersten 13 Jahre als Schriftführer sowie Redakteur der Vereinszeitschrift und war später Ehrenmitglied. Während seiner Zeit in Osnabrück gründete er den Techniker-Verein und in Köln den Architekten- und Ingenieurverein für Nieder-Rhein und Westfalen. Funk wirkte auch bei der Gründung des Verbandes Deutscher Architekten- und Ingenieurvereine mit.